# Sometimes I Don't Know What To Feel
"Sometimes I Don't Know What To Feel" es una canción del estadounidense Todd Rundgren, proveniente del álbum A Wizard, A True Star de 1973. La canción presenta un estilo Jazz, donde se reconoce claramente la importancia además de la voz de Rundgren, de instrumentos como el piano y por sobre todo del trombón. Su Lado-B es "Does Anybody Love You". En el LP de vinilo, este sencillo abría el Lado-B. En el álbum le precede "Le Feel Internationale", y le sucede su Lado-B, "Does Anybody Love You?". Si bien es el sigle de A Wizard, A True Star, le gana en popularidad la canción no single "Just One Victory".

## Instrumentos
- Piano
- Trombón
- Voz
- Batería

## Apariciones
- A Wizard, A True Star (Álbum de Todd Rundgren de 1973)
- "Sometimes I Don't Know What To Feel" (Sencillo de Todd Rundgren de 1973
- Back To The Bars (Disco en vivo de Todd Rundgren de 1978)
- Singles Collection (Recopilación de Todd Rundgren de 2005)

## Listas de éxitos
- Este sencillo no puedo entrar en ninguna lista de éxitos.